# 降头
降頭術或降頭（Tame Head）是流行於東南亞的一種巫術。

## 社會影響
降頭術依照施法介質、法術功能、施法名目等可區分為：降頭黑法與降頭白法這兩種。降頭黑法指的是用於標的物之“磁場”破壞的術法。而降頭白法指的是用於標的物之磁場修護或加持的術法。降頭師會因為個人秉性以及降頭師的專長選擇，區分為「黑衣降頭師」和「白衣降頭師」。白衣降頭師為了幫助信眾，通常也有學習破解黑法降頭的技巧。

## 流行文化

### 電影
- 何梦华《降頭》（Tame Head）：1975年
- 何梦华《勾魂降頭》（Ngau Wan Gong Tau）：1976年
- 彭龄《毒咒》：1980年
- 桂治洪《蛊》：1981年
- 李柏龄《蜈蚣咒》（Centipede Horror）：1982年
- 甄秀珍《飛頭魔女》：1982年
- 彭龄《毒蛊》：1983年
- 彭龄《天煞》：1986年
- 《處女降》：1987年
- 《半暹降》：1988年
- 《南洋十大邪術》（The Eternal Evil of Asia）：1995年
- 《南洋第一邪降》（Devil's Women）：1996年
- 《血胎換骨》（Blood Of The Shaman）：2005年
- 《邪降2：恶魔的艺术》（Art of The Devil 2）：2006年
- 《降頭》（Gong Tau）：2007年
- 《邪降3：鬼影隨行》（Art of The Devil 3）：2008年
- 《報告老師！怪怪怪怪物！》（導演九把刀製作）: 2017年
- 《Ratu Ilmu Hitam》 (降頭女王，台灣譯名: 蜈蚣降，英文譯名：The Queen of Black Magic)：1981年和2019年 (新版)
- 《南巫》（The Story of Southern Islet）：2020年

### 小說
- 《降頭》：倪匡《原振俠傳奇系列》第十二部作品。
- 《金廟奇佛》：倪匡《女黑俠木蘭花傳奇系列》第五十五部作品。
- 《降頭血咒》：1996年3月，羅問，希代出版，ISBN 9578083009

### 其他作品
鄧光華【泰國靈異錄一：高僧與降頭師】